# Isabell Schierenbeck
Isabell Schierenbeck, född 14 november 1969, är en svensk statsvetare och professor i statsvetenskap vid Göteborgs universitet. 
Isabell Schierenbeck studerade vid Göteborgs universitet där hon tog en kandidatexamen samt disputerade 2003 i statskunskap på avhandlingen Bakom välfärdsstatens dörrar.
Sedan 2017 är hon professor i statsvetenskap vid Institutionen för globala studier vid Göteborgs universitet. Hon har varit gästforskare vid University of California, Berkeley, samt gästprofessor vid Ben-Gurion universitetet och Hebreiska universitetet i Israel. Schierenbeck forskar bland annat om israelisk inrikespolitik och Mellanösternpolitik, Rödahavs-regionen samt diaspora och utrikespolitik.
Hösten 2025 kom Schierenbeck ut med boken Vändpunkt Tel Aviv. Det tyska arvet, kärleken och politiken. Boken är en personlig betraktelse där hon reflekterar över hur hennes möte med Tel Aviv knyter an till hennes egen livshistoria. 
Schierenbeck kommenterar fortlöpande israelisk inrikespolitik och Mellanösternpolitik i svensk radio, TV och press.